# Ander Lipus
Iñigo Ibarra Lizundia (1971- ), más conocido como Ander Lipus, es un actor español.
Iñigo Ibarra, conocido por el nombre artístico Ander Lipus, es un actor e investigador teatral vasco con una amplia y relevante actividad escénica. Forma parte desde su fundación, de la cual fue artífice, del movimiento teatral Antzerkiola Imaginarioa - Fábrica de Teatro Imaginario.

## Biografía
Iñigo Ibarra nació en la localidad vizcaína de  Marquina-Jeméin (País Vasco), el 1 de noviembre de 1971. Comienza sus estudios escénicos en el Laboratorio de Teatro William Layton, en Madrid. Sus primeros trabajos teatrales se desarrollan en la capital de España, donde participa en obras como La doble Inconstancia, de Miguel Narros; El manuscrito encontrado en Zaragoza, de Francisco Vidal, y Duelos, de Javier Garcimartín.
A principios de los años 90 del siglo XX regresa al País Vasco, donde participa en la creación en Bilbao del Mina Espazio, en donde comienza a encaminar su trayectoria hacia la investigación y experimentación teatral. 
En 1998 crea la Fábrica de Teatro Imaginario (FTI), donde trabaja como actor y director. Entre sus obras con la FTI destacan: la trilogía ANDERGROUND (Ardoaz, Un minuto y Mis rarezas dirías tú), 8 olivettis poéticos, Yuri Sam y ¡Au revoir Triunfadores!. 
Trabaja con otras compañías, como Txalo, en diferentes montajes teatrales y comienza un periodo de trabajo escénico en donde entremezcla diferentes modalidades de las artes escénicas participando con el grupo musical de rock Sagarroi, en el montaje Ezekiel y con bersolaris realiza el montaje Bertsotranpak, entremezclando él la cultura autóctona vasca con el teatro contemporáneo.
A finales de 1999 se desplaza a Kerala (India) para estudiar la danza-teatro Kathakali, con el gurú Kalamandalan Haridas. Volvió a la India en el año 2004, profundizando en el Kathakali con el gurú Kalamandalam Haridasan y estudiando artes marciales Kalarypayattu con el gurú Krishnadas. Fruto de esta experiencia, crearía después la obra Yuri Sam. 
Entre los años 2000 y 2004 realiza un amplio programa formativo por diferentes escuelas teatrales europeas, como la alemana International School of Theatre Anthropology y la francesa Stage Internacional, de teatro de máscaras balinesas.
Colabora en programas de radio y revistas socioculturales. Recibió el premio Actor Revelación 1999 otorgado por la Unión de Actores Vascos, y el premio Donosti 2005 por la obra Yuri Sam.

## Su trabajo

### Teatro
Como actor
- 2010 Errautsak, de Igor Elortza & Unai Iturriaga. Dirección: Ximun Fuchs. Producción: Artedrama, Le Petit Théâtre de Pain & Dejabu panpin laborategia.
- 2008 Erregea & Bufoia, con Andoni Egaña. Ander Lipus & Karabana. Producción: Artedrama.
- 2008 Secando charcos, de Garbi Losada y Maite Aguirre. Dirección: Garbi Losada. Agerre Teatro.
- 2007 Hala mintzatu zen Zappatrusta, por Ander Lipus & Karabana. Producción: Artedrama.
- 2006 Berstsotranpak, con Andoni Egaña, Fredi y Xabi Paya. Producción: Lanku.
- 2006 Seda de Alessandro Baricco. Dirección Agurtzane Intxaurraga. Hika Teatro.
- 2006 Kastillako dorreak, de Javier Zubimendi.
- 2006 Energeia, de Edorta Jiménez. Dirección: Fran Lasuen. Producción: Koldo Mitxelena.
- 2004 Ezekiel, de Martxel Mariscal. Coproducido por Sagarroi y FTI.
- 2004 Metamorfosis, con el grupo Doctor Deseo.
- 2003 Fitola Balba, Karpuki Tui, poesía de Jon Gerediaga. Compañía Fábrica de Teatro Imaginario.
- 2003 Yuri Sam (oración), de Jon Gerediaga. Compañía Fábrica de Teatro Imaginario.
- 2001 El hombre que confundió a su mujer con un sombrero, de Oliver Sacks. Dirección: Ramón Barea. Txalo Produkzioak.
- 1999 8 olivettis poéticos, con la Compañía Fábrica de Teatro Imaginario.
- 1998 Interpretación del monólogo Mis rarezas dirías tú, de Perú C. Saban & Pedro Blanco.
- 1998 Actuación en el "Happening" ¡Que revienten los artistas!.
- 1998 Trabajo en el espectáculo multimedia Stock de muerte, bajo la dirección de Jesús Pueyo. Mina producciones.
- 1998 Recital de poesía bajo el título Bouquet géographique. Poesía de Gabriel Celaya. Participó junto a la rapsoda Arantza Ugarte y el paisajista Javier Landeras.
- 1998 Ángel gulag, de Sarah Saghi. Lectura dramatizada y acción experimental.
- 1998 Parada 33, de Sarah Saghi. Cine estático.
- 1998 Monólogo Ardoaz, de Josu Lartategi.
- 1997 Montaje de calle Espazio Mina, escrita por Sarah Saghi y Peru C. Saban.
- 1997 Interpretación del monólogo Un minuto, de Sarah Saghi.
- 1996 Duelos, de Francisco Prada. Dirigido por Javier Garcimartín y producido por Fin de Siglo.
- 1995 Espectros, de Wolgang Bauer. Dirigida por Paca Ojea y coproducida por la SGAE y el Laboratorio de Teatro William Layton.
- 1994-95 El manuscrito encontrado en Zaragoza, de Francisco Nieva. Dirigido por Francisco Vidal y producido por Fin de Siglo.
- 1994 Espectros, de Wolgang Bauer. Dirigido por Paca Ojea.
- 1993-94 La doble inconstancia de Mariveaux. Dirigido por Miguel Narros y producido por Andrea D´Orico.
- 1992 El gran teatro del mundo (Fiesta Barroca), de Calderón de la Barca. Dirigido por Miguel Narros y producido por la Compañía de Teatro Clásico de Madrid.
- 1991 Traducción e interpretación de El séptimo sello, de Woody Allen.
- 1990 Las aves de Aristófanes, con la Compañía de Teatro Thiasos.
- 1990 Coguionista e interpretación de Zer dek hau? (¿Pero esto qué es?) con la compañía de Teatro de Etxebarria.
- 1989-90 Monólogo Absurdoari buruzko gogoetak (Reflexiones sobre lo absurdo), de Aitor Zuberogoitia.

Como director
- Con la Fábrica de Teatro Imaginario

- 2005 Au Revoir Triunfadores!, Yuri Sam.
- 2003 Oración.
- 1999 Caja XXI Kutxa, macro-instalación teatral.
- 1999 8 olivettis poéticos.
- 1997-98 Los monólogos Ardoaz, Un minuto y Mis rarezas dirías tú. Trilogía ANDERGROUND.

- Con Artedrama

- 2008 Erregea eta Bufoia.
- 2007 Hala mintzatu zen Zappatrusta.
- 2006 Bertsotranpak.

- Con otras compañías

- 2008 Aulki hutsa, con textos de Joseba Sarrionandia. Le Petit Théâtre de Pain.
- 2000 Dirección del musical infantil Badum Mundua. Grupo de Teatro Hortzmuga.
- 1998 Dirección de la obra teatral Palabras en soledad en Mina Espazio. Fábrica de Teatro Imaginario.
- 1998 Dirección de los montajes experimentales de Parada 33 (Cine estático) y Ángel Gulag (Rapsodia experimental).
- 1989 Dirección del monólogo Absurdoari buruzko gogoetak.

Como dramaturgo
- 2000 Guion y dramaturgia del musical infantil Badum Mundua. Encargo realizado para la compañía de teatro Hortzmuga.
- 1999 Guion y dramaturgia de 8 olivettis poéticos (Comedia Bárbara en 0 actos).

### Cine y televisión
Como actor
- 2015 Actor protagonista de la película Amama dirigida por Asier Altuna.
- 2008 Presentador del programa de Euskal Telebista Martina.
- 2007 Cortometraje Igande arratsalde batean. Guion y dirección: Zuriñe Soto.
- 2003 Cortometraje Maiteminez. Producción: Artebi. Dirección: Eva Vélez.
- 2001 Papel protagonista en el largometraje Agujeros en el cielo. Dirección de Pedro Mari Santos.
- 2001 Actor protagonista en el cortometraje Nahia. Dirección de Iñigo Muguruza.
- 2001 Actor protagonista en el cortometraje Ginger. Dirección de Iban Ayesta.
- 2000 Trabajo como actor en el documental Vieja luna de Bilbao. Guion de Joseba Zulaika.

Producción
- 1991 Actor protagonista junto a Najwa Nimri y José Pedro Carrión en el cortometraje Dharma, dirigido por Igor Fioravanti.
- 1991 Trabajo como actor en el montaje audiovisual Toponimias de Julia Sher. Ocho ideas del espacio, organizado por la Fundación "La Caixa".

Como director artístico y guionista
- 1997 Coguionista y dirección artística del cortometraje Poema, con la colaboración especial del poeta Leopoldo María Panero.

### Radio
- 2007-08 Colaborador de Euskadi Irratia, en el programa Amaruna.
- 1999-00 Colaborador de Euskadi Irratia, en el programa Goizean behin.
- 1998-00 Colaborador de la Radio Bilbao Hiria Irratia, en el programa Ziutateaz.

### Exposiciones
- 1998 Instalación bajo el título Margarita Philosophica.
- 1998 Título: Bocetos de público.

### Música
- 1992-94 Saxofonista con el grupo Amanita Muskaria (Madrid).

### Articulista
- Desde 1996, colaboraciones en distintos periódicos y revistas culturales: Mineral, Ekintza Zuzena, Zenbat Gara, Mediaz, Artez, Berria, Argia, Nabarra, etc.